# Bænahúsfoss
Der Bænahúsfoss (isländisch bænahús ‚Gebetshaus‘), auch Bænhúsfoss oder Bænhúsafoss, ist ein Wasserfall in der Gemeinde Reykhólahreppur (Kreis Austur-Barðastrandarsýsla) innerhalb der isländischen Region Vestfirðir (Westfjorde). Er wird durch den Fluss Gautsdalsá gespeist.

## Lage
Der Wasserfall befindet sich im Tal Gautsdalur in unmittelbarer Nähe der Farm Gautsdalur sowie direkt an der Djúpvegur  gelegen. Etwa 1,75 Kilometer flussaufwärts befindet sich ein weiterer, unbenannter Wasserfall. Etwa 3,5 Kilometer flussabwärts mündet die Gautsdalsá in den Króksfjörður, einen Ausläufer des Breiðafjörður.